# انكماش مالي

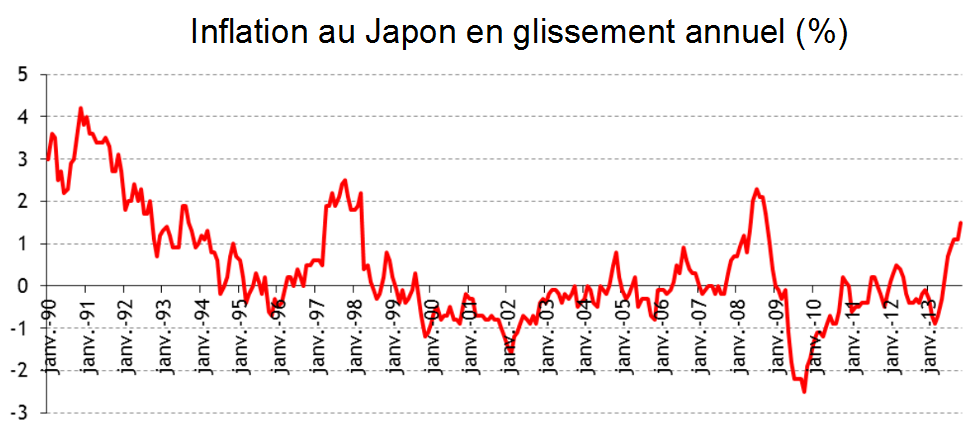
صورة توضح مؤشر التضخم في اليابان على أساس سنوي (٪)

الانكماش المالي هو انخفاض متواصل في أسعار السلع والخدمات في كافة جوانب اقتصاد الدولة، وهو عكس التضخم المالي, وأسوأ منه من ناحية النتائج والآثار، إلا أنه نادر الحدوث.

## أسبابه
يحدث الانكماش عندما يعاني اقتصاد الدولة من كساد أو ركود، مما يؤدي إلى تراجع مؤقت لأوجه النشاط الاقتصادي. أما السبب الرئيسي لحدوث الانكماش فهو قلة الطلب على السلع والخدمات وذلك إما بسبب تراجع القدرة الشرائية للمستهلكين، أو تدني السيولة النقدية المتاحة بسبب عجز المصارف المركزية للدول عن ضخ المزيد من النقود للتداول، وقد يحدث الانكماش المالي بسبب المنافسة الحادة بين المصنعين ومنتجي السلع والخدمات سعياً منهم لزيادة مبيعات منتجاتهم بتخفيض أسعارها.